# Harwarder
Harwarder – maszyna leśna pod dozorem technicznym, urządzenie wielofunkcyjne – dokonuje ścinki, okrzesania z gałęzi, przerzynki i ułożenia drewna, a następnie po przezbrojeniu w chwytak służy do zrywki i podwozu drewna. 
Łączy w sobie funkcje zarówno harwestera, jak i forwardera. Są dwa typy harwardera: 
- Jeden najpierw ścina drzewa głowicą. Potem, gdy wszystkie zetnie, zdejmuje głowicę i na żuraw zakłada chwytak, którym ładuje drewno na przestrzeń ładunkową, którą ma na sobie.
- Drugi nie musi zmieniać głowicy na chwytak, bo za pomocą głowicy ścinkowo-okrzesującej ładuje drewno od razu na siebie, zaraz po ścięciu drzewa.

Harwarder jest ciągnikiem przegubowym o ramie dwuczęściowej. Na przedniej ramie znajduje się silnik, kabina operatora i żuraw hydrauliczny, na którym zawieszona jest głowica obróbcza. Głowicę można wymieniać na chwytak, który służy do załadunku i rozładunku drewna, na lub z nadwozia kłonicowego znajdującego się na tylnej ramie harwardera. Jest to maszyna produkowana w wersji sześciokołowej lub ośmiokołowej. Czas potrzebny na wymianę głowicy na chwytak wynosi ok. 30 minut. Załadunek i rozładunek harwardera może się odbywać bezpośrednio za pomocą głowicy obróbczej. Przed przystąpieniem do użytkowania maszyny należy ją zarejestrować w Urzędzie Dozoru Technicznego.